# 19620 Окленд
19620 Окленд (19620 Auckland) — астероїд головного поясу.
Тіссеранів параметр щодо Юпітера — 3,313.

## Назва
Астероїд названий на честь міста в якому був відкритий  — найбільшого міста Нової Зеландії Окленда.